# Апаш
Апаш — великий комір, який лягає на плечі і лишає відкритою шию. Назва походить від французького слова хуліган, тому, що в 20 — их роках минулого століття у Франції хулігани любили носити такий одяг. Наступний пік популярності сорочок з великим коміром настав в США серед ганстерів в 60 — их роках минулого сторіччя.